# Raffaele Conflenti
Raffaele Conflenti (Cosenza, 4 dicembre 1889 – Cosenza, 16 luglio 1946) è stato un ingegnere aeronautico italiano.
Autore nella sua carriera di numerosi progetti di aereo destinati sia al mercato dell'aviazione civile sia a quello dell'aviazione militare, collaborò principalmente nella divisione aeronautica dell'azienda giuliana Cantiere Navale Triestino (CNT), evolutasi in seguito in Cantieri Riuniti dell'Adriatico.

## Biografia
Raffaele Conflenti nasce a Cosenza dove svolge il primo periodo di studi con ottimi profitti che gli varranno la laurea conseguita nella facoltà di ingegneria.
Al termine degli studi si trasferisce a Torino; fu assunto nel 1912 dalla Società Italiana Transaerea (SIT) per lavorare presso il proprio ufficio tecnico a consulenza dei modelli che l'azienda costruiva su licenza per il Regio Esercito, i francesi Blériot XI-2 e Maurice Farman. La professionalità dimostrata non passò inosservata in un periodo in cui l'aviazione stava entrando anche in Italia nella sua fase industriale. Fu così che l'imprenditore milanese Domenico Lorenzo Santoni gli offrì l'incarico di dirigere l'ufficio tecnico della Società Costruzioni Aeronautiche Savoia, con sede a Turro Milanese, dove dal 1913 si producevano su licenza diversi modelli della Société des avions Henri & Maurice Farman e progettati da Henri Farman, tra cui gli idrovolanti Farman HF.20 ed HF.22 ed i type 1914 ed MF.11 basati a terra.
Intanto Santoni avviò contatti con Luigi Capè, proprietario di un'importante falegnameria che aveva dimostrato di interessarsi all'aviazione, concretizzatisi nel 1914 con la creazione di una nuova azienda, la Società Idrovolanti Alta Italia (SIAI), fondata a Milano ma che spostò gli stabilimenti di produzione a Sesto Calende, su un terreno di proprietà dei fratelli Capè. I successi commerciali conseguiti dalla nuova azienda favorirono la sua espansione e la creazione, a Sant'Anna, di un idroscalo sul Lago Maggiore. Le sopravvenute esigenze belliche dovute allo scoppio della prima guerra mondiale consentirono alla SIAI di ottenere dal governo italiano un sostanzioso contratto di fornitura per l'idrovolante biplano FBA, modello di concezione anglofrancese (da cui la sigla, che stava per Franco-British-Aviation) del quale aveva ottenuto la produzione su licenza. La produzione italiana dell'FBA si attestò su 982 esemplari, dei quali 500 costruiti dalla SIAI ed i rimanenti da altre cinque aziende nazionali.
Conflenti venne esortato da Santoni ad assumere la direzione tecnica della nuova azienda: egli accettò tale offerta non solo occupandosi della completa supervisione della linea di produzione, ma introducendo delle modifiche alla cellula, robusta ma dal pilotaggio impegnativo, atte a migliorarne la maneggevolezza. L'esperienza acquisita consentì a Conflenti di progettare il suo primo modello avviato alla produzione in serie, il SIAI S.8, analogo per configurazione, costruzione e ruolo all'FBA e portato in volo per la prima volta nel 1917. L'S.8 si rivelò nettamente superiore nelle prestazioni generali e nella stabilità in mare, tanto da ottenere dal Ministero della Guerra un contratto di fornitura per 900 esemplari. La conclusione del conflitto ridimensionò la necessità di approvvigionamento portando alla sospensione della produzione dopo 172 esemplari.
Nonostante la sospensione, l'S.8 consacrò le capacità di Conflenti al quale vennero affidati i progetti dei successivi modelli sviluppati dall'azienda: idrovolanti e aerei basati a terra, mono e bimotori destinati al mercato civile e militare tra cui idrocorsa, estremi idrovolanti da competizione destinati alla partecipazione alla Coppa Schneider. In questo periodo i modelli SIAI si rivelarono quasi tutti un successo commerciale venendo esportati nei modelli principali in sei differenti nazioni tra cui Francia, Unione Sovietica e, soprattutto, Spagna.
Nel frattempo Conflenti fu costretto ad affrontare dei problemi al di fuori dell'ambito professionale: la giovane moglie, Anna Contini, si ammalò senza che le cure portassero a uno stabile miglioramento.
Nell'autunno del 1920 Santoni decise di lasciare la SIAI per trasferirsi in Francia, fondando, nel novembre di quello stesso anno, una nuova azienda, la Società Anonyme des Chantiers Aéro-Maritimes de la Seine (CAMS) con sede a Saint-Ouen, un quartiere della banlieu nord di Parigi. L'incondizionata fiducia che riponeva in Conflenti gli suggerì nuovamente di offrire all'ingegnere la direzione tecnica dell'azienda neofondata, tuttavia le precarie condizioni di salute della moglie, impossibilitata a intraprendere viaggi, costrinsero Conflenti a declinare, almeno inizialmente, l'offerta. Con l'aggravarsi della tubercolosi polmonare che la affliggeva, nell'agosto 1921 Anna Conflenti morì a Sesto Calende. Solo allora l'ingegnere cosentino decise di accettare l'offerta di Santoni trasferendosi alla CAMS assumendo la qualifica di direttore tecnico e capo progettista.
La nuova azienda, oltre ad aver ottenuto la licenza di produzione degli S.6, S.9 ed S.13, avviò grazie a Conflenti lo sviluppo di otto nuovi modelli di idrovolanti e delle diverse varianti da loro sviluppate, tra cui un bimotore da trasporto civile (il CAMS 33 T) e tre idrocorsa destinati al Trofeo Schneider.
Tuttavia la collaborazione non ebbe lunga durata. Già nel 1922 Conflenti fu contattato dalla famiglia Cosulich la quale era intenzionata ad investire nel mercato del trasporto aereo e che stava cercando un responsabile al quale affidare la sezione aeronautica della propria azienda di costruzioni navali, il Cantiere Navale Triestino (CNT) con sede a Monfalcone. La prospettiva del ritorno in patria alla fine prevalse non prima però, anche per il rapporto che lo legava a Santoni, di aver portato a compimento i progetti ancora sul tavolo da disegno.
Conflenti si trasferì a Monfalcone nel 1923 assumendo l'incarico di capo progettista delle neonate Officine Aeronautiche. Da quel momento portò a conclusione la progettazione e lo sviluppo di numerosi modelli siglati CRDA CANT, tuttavia a causa della distruzione, sia a causa degli eventi bellici sia per la successiva acquisizione del materiale da parte della Italcantieri degli archivi dei Cantieri Riuniti dell'Adriatico, non vi è un dato certo su quali e quanti siano stati i progetti elaborati dall'ingegnere calabrese. Il rapporto con la famiglia Cosulich rimase solido fino ai primi anni trenta quando la sua collaborazione venne meno a causa della totale riorganizzazione dell'industria aeronautica italiana avviata, nel 1932, dell'allora sottosegretario per la Regia Aeronautica Italo Balbo.
Conflenti si trovò praticamente costretto a dare le dimissioni e decise quindi di tornare a stabilirsi in Lombardia investendo la sostanziosa somma di denaro ottenuta dalla liquidazione dai CRDA acquistando una catena di distributori di carburante. La nuova attività comunque non attenuò la sua passione per l'aeronautica che lo condusse a proporsi come consulente tecnico alla compagnia aerea Società Aerea Mediterranea (SAM), dalla quale venne assunto nel dicembre 1932, collaborazione che cessò nel 1935 quando la SAM venne assorbita dall'Ala Littoria.
Conflenti quindi si propose all'ingegner Giovanni Battista Caproni che decise di assumerlo nel gennaio 1936 al fine di affidargli, al fianco dell'ingegner Giovanni Pegna proveniente dalla Piaggio, uno studio strategico della Società Brevetti e Studi Caproni. In seguito venne assegnato alla Caproni-Predappio, controllata del Gruppo Caproni con sede a Predappio, dove sviluppò altri cinque modelli di biplani terrestri, il più rappresentativo dei quali fu il Caproni Ca.164 che riscosse un buon successo commerciale, ordinato dalla Regia Aeronautica e dalla francese Armée de l'air. L'ultimo modello sviluppato da Conflenti fu il monoposto da addestramento acrobatico Caproni Ca.603 che effettuò il primo volo nell'autunno del 1940.
Lasciata la Caproni, Conflenti decise di trascorrere gli ultimi anni nella natia Cosenza dove rimase fino al decesso, avvenuto il 16 luglio 1946.